# Мёртвый и смертоносный
«Мёртвый и смертоносный» (кит. трад. 人嚇人, палл. Жэнь ся жэнь, англ. The Dead and the Deadly) — гонконгская комедия с элементами ужасов и мистики 1982 года, режиссёр Ву Ма. Главные роли в фильме исполнили Саммо Хунг, Лам Чинъин, Ву Ма и Чери Чун. 
Картина получила 5 номинаций на 3-й Гонконгской кинопремии.

## Сюжет
Когда-то Ма Лунг-Чан (Ву Ма) жил в маленьком городке, который он покинул много лет назад в поисках счастья. Теперь его уже мёртвого транспортируют в отчий дом беременная жена, её брат и двое охранников. Вдове сочувствуют все, кроме помощника местного священника по имени Толстяк (Саммо Хунг), который в курсе, что усопший был импотентом. Поэтому жена Лунга не могла забеременеть от него. Вскоре выясняется, что всё это лишь афера, придуманная самим «трупом» – когда его будут хоронить, его скупой отец положит в гроб немало драгоценностей. Но его жена и её брат решают не делиться с Лунг-Чаном и убивают его в ночь похорон. Тогда призрак Лунг-Чана обращается за помощью к своему единственному другу при жизни – Толстяку.    

## В ролях
- Саммо Хунг — Ва Ли, Толстяк
- Лам Чинъин — Ма Лунг-Чан
- Ву Ма[англ.] — Дядя Йи
- Чери Чун[англ.] — Мисс Юэнь
- Чун Фат — Священник
- Мэй Хуэй Люн — Ли Юэ Ин
- Чинг По Чанг — Глава деревни
- Питер Чэнь — Мао Мао
- Ка Ли — Нат Лей
- Чинь Ют-Сан — Чинь ПаТат
- То Сиу-Мин — Ученый Юнг

## Награды и номинации
| Награды                    | Награды                    | Награды                                     | Награды   |
| Кинопремия                 | Категория                  | Лауреат / претендент                        | Результат |
| -------------------------- | -------------------------- | ------------------------------------------- | --------- |
| 3-я Гонконгская кинопремия | Лучший фильм               | Мёртвый и смертоносный                      | Номинация |
| 3-я Гонконгская кинопремия | Лучшая режиссёрская работа | Ву Ма                                       | Номинация |
| 3-я Гонконгская кинопремия | Лучшая мужская роль        | Саммо Хунг                                  | Номинация |
| 3-я Гонконгская кинопремия | Лучший сценарий            | Саммо Хунг, Барри Вонг                      | Номинация |
| 3-я Гонконгская кинопремия | Лучшая постановка экшена   | Саммо Хунг, Лам Чинъин, Юань Бяо, Билли Чан | Номинация |